# Кафр-Тахарим
Кафр-Тахарим (араб. كفر تخاريم‎) — город на северо-западе Сирии, недалеко от
границы с Турцией. Расстояние до Идлиба составляет примерно 30 км. Город окружён горами и холмами.
Население составляло в 2000 году 19675 человек. В городе четыре начальные школы и одна средняя школа. Есть три мечети, культурный центр и клиники.
Район города славится качеством своих олив и оливкового масла. Наиболее важными сельскохозяйственными культурами являются фруктовые деревья, оливы, виноград, инжир, миндаль, гранаты, персики и абрикосы.

## Известные жители
- Ибрахим Ханану — основатель сирийского Национального блока.